# Riksförbundet för alkohol- och drogförebyggare
Riksförbundet för alkohol- och drogförebyggare (RADF) var ett riksomfattande nätverk i Sverige. Organisationen samlade yrkesverksamma inom alkohol- drog- och brottsförebyggande arbete. Föreningens mål var att verka för ökad professionalitet och kollegialt lärande bland kommunala drogförebyggare genom att arbeta nära forskning och utbildningsväsende. Organisationen bildades i mars 2003 och bytte efter en tid namn till Preventionsforum. Preventionsforum lades ned i mars 2009. [källa behövs] Ordförande under alla år var Per-Olof Rask från Västerås.